# 幸福車站 (日本)
幸福車站（日语：／ Kōfuku eki */?）是過去位於北海道帶廣市幸福町的日本國有鐵道（國鐵）車站。已在1987年隨廣尾線停駛而廢站。
車站名稱源自車站所在地的地名「幸福」，源自此地舊地名「幸震村」以及來此開墾的「福井縣人」。也因為此名稱之字面意義，讓本車站因吉祥語車票而聞名。

## 歷史
- 1956年8月26日：設置幸福乘降所。
- 1956年11月1日：升格為車站，開始受理旅客相關業務。
- 1987年2月2日：因廣尾線停駛而廢站。
- 2013年9月2日：因站舍結構過於殘舊，進行了拆卸及重建工程。

- 9月9日：舊站舍完全拆卸。
- 11月16日：站舍重建工程完成。當中近五成的建材均重用自舊站舍。

## 從愛的國度走向幸福
1973年3月，日本NHK的旅遊節目『新日本紀行』以『幸福之旅 ～帶廣～』的主題介紹了這個車站，使得車站的知名度因此提高，幸福車站的車票便開始熱賣，在1974年歌手芹洋子的一首歌曲「從愛的國度走向幸福」更帶動了從愛國車站到幸福車站的車票的熱賣，在當年就賣出了高達300萬張，往後四年內更累積銷售超過1,000萬張車票，同時也開始吸引大量觀光客至此，並開始在車站內外留下使用過的車票作為紀念。這也帶動了周邊車站的吉祥語車票的各種組合，例如「大正車站 - 幸福車站」、「新生車站 - 大樹車站」。
但隨著整條廣尾線的使用率降低，在1984年決定廣尾線的停駛，並在1987年正式廢站。
幸福車站廢除後，車站的候車室、月台以及部分鐵軌被保留了下來，現在成為交通公園的一部分；鐵軌上同時展示了兩節火車車廂。而車站周邊的商店則繼續銷售「愛國幸福」的車票及相關紀念品，近年來帶廣市政府也開始推動在此舉辦結婚典禮的活動。

## 車站周邊

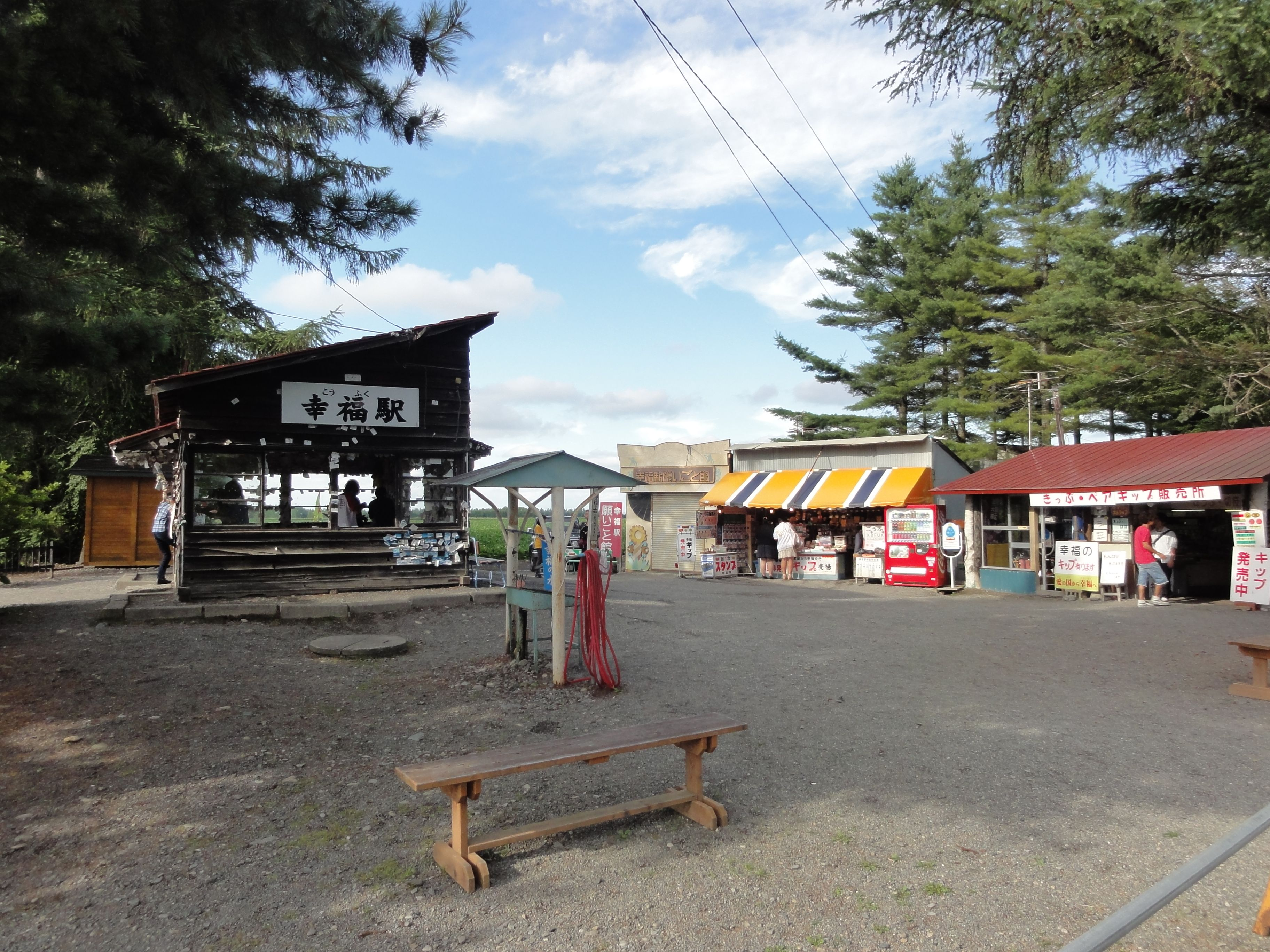
車站及周邊現況

- 國道236號
- 帶廣廣尾自動車道 - 幸福交流道
- 幸福神社
- 幸福簡易郵便局
- 十勝巴士「幸福」停留所

## 鄰近車站
日本國有鐵道
廣尾線
大正車站 - 幸福車站 - 中札內車站

## 圖片集

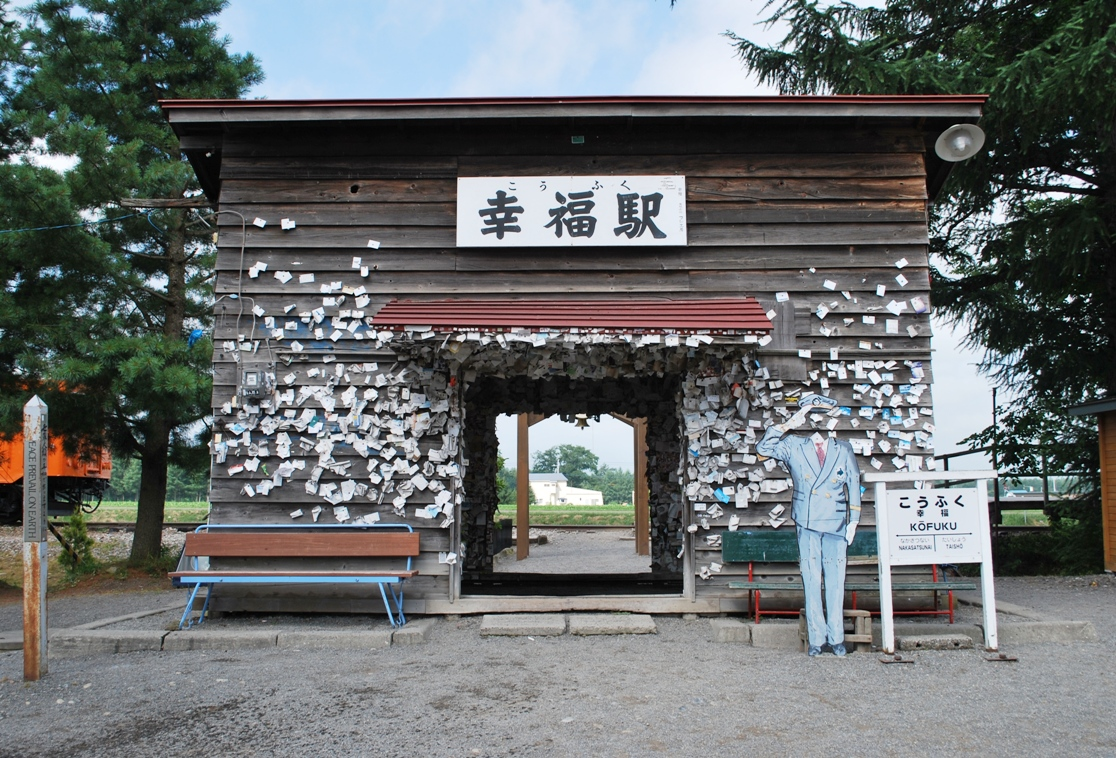
車站現況
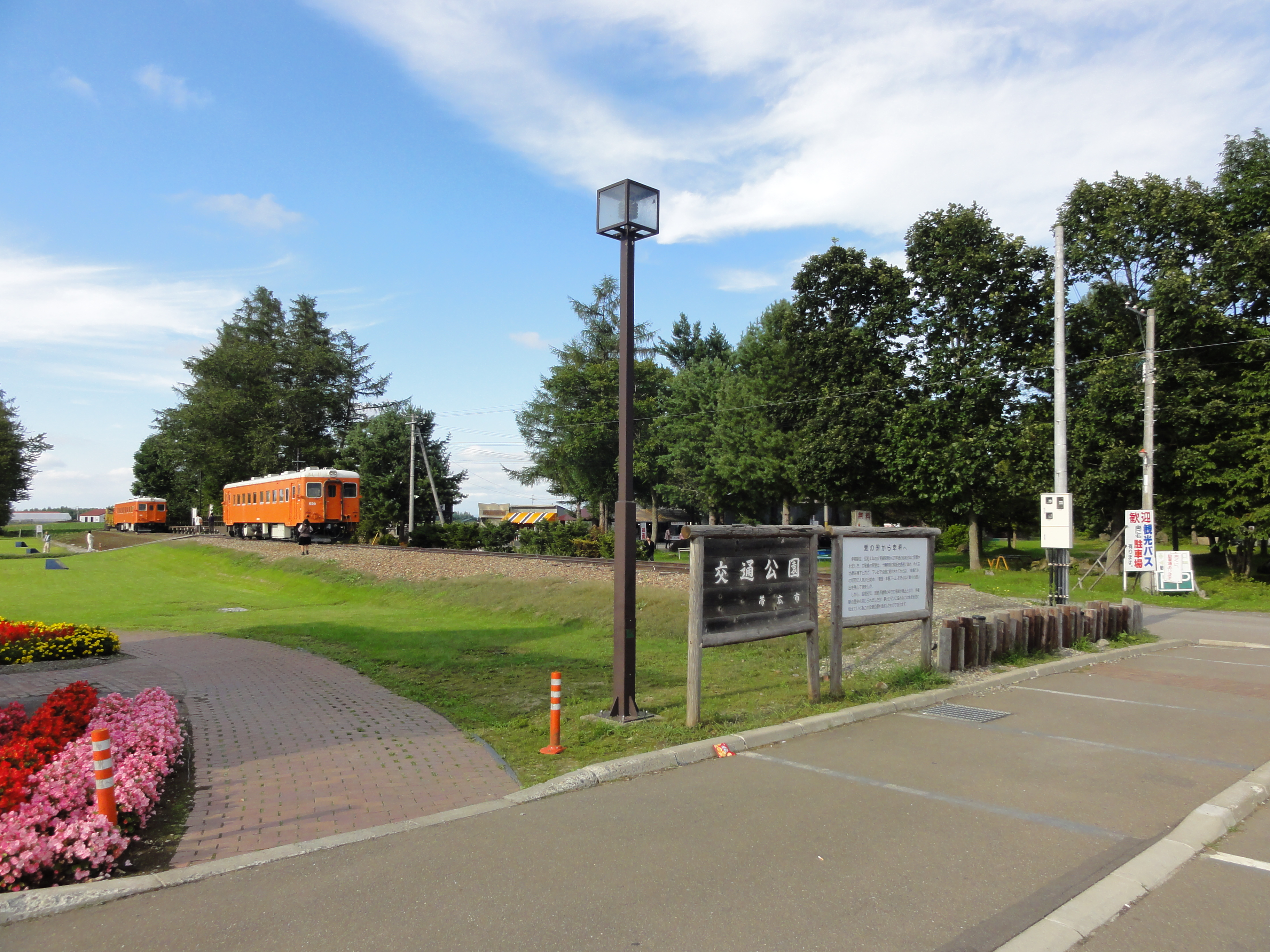
交通公園全景
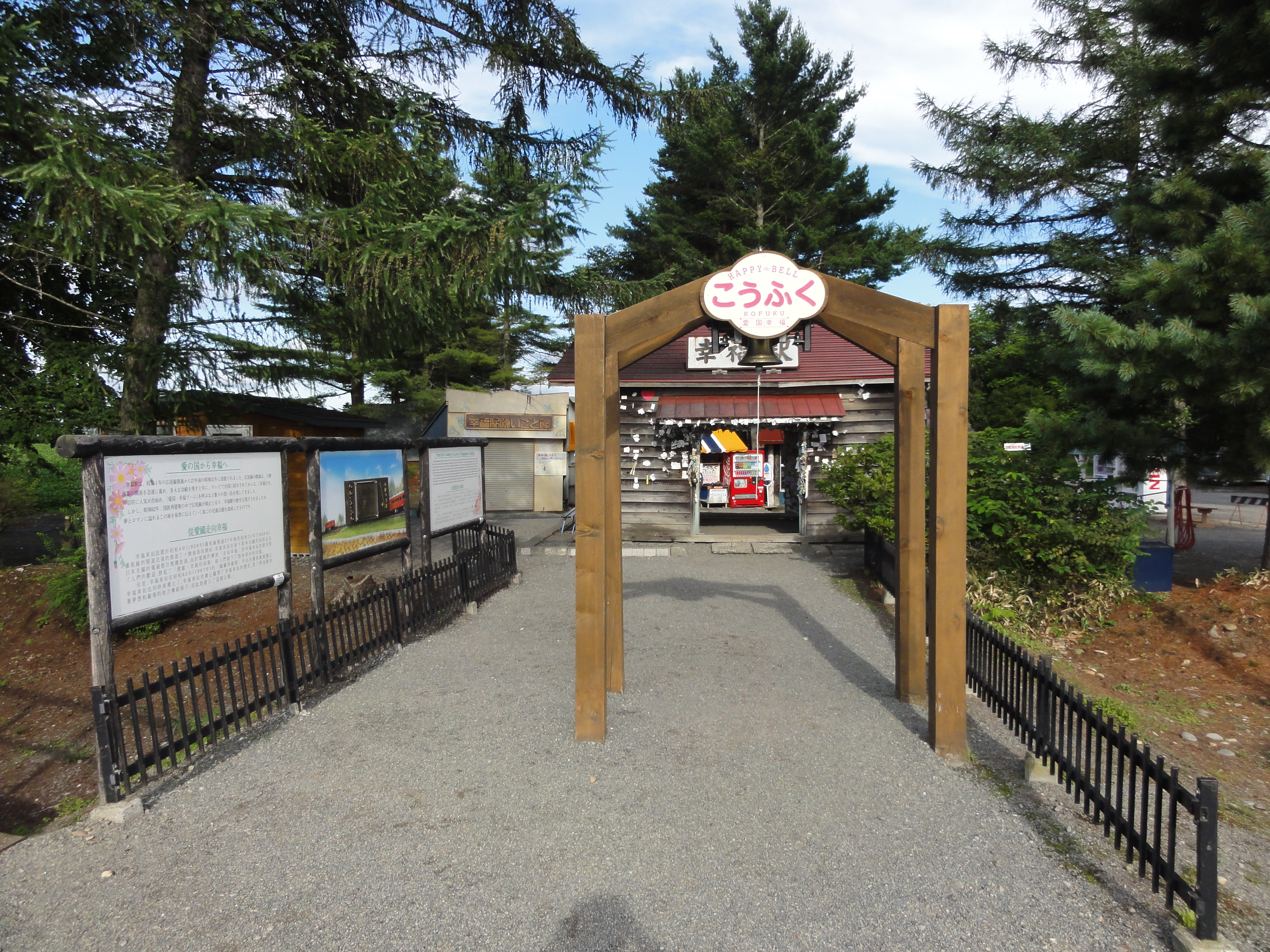
幸福之鐘
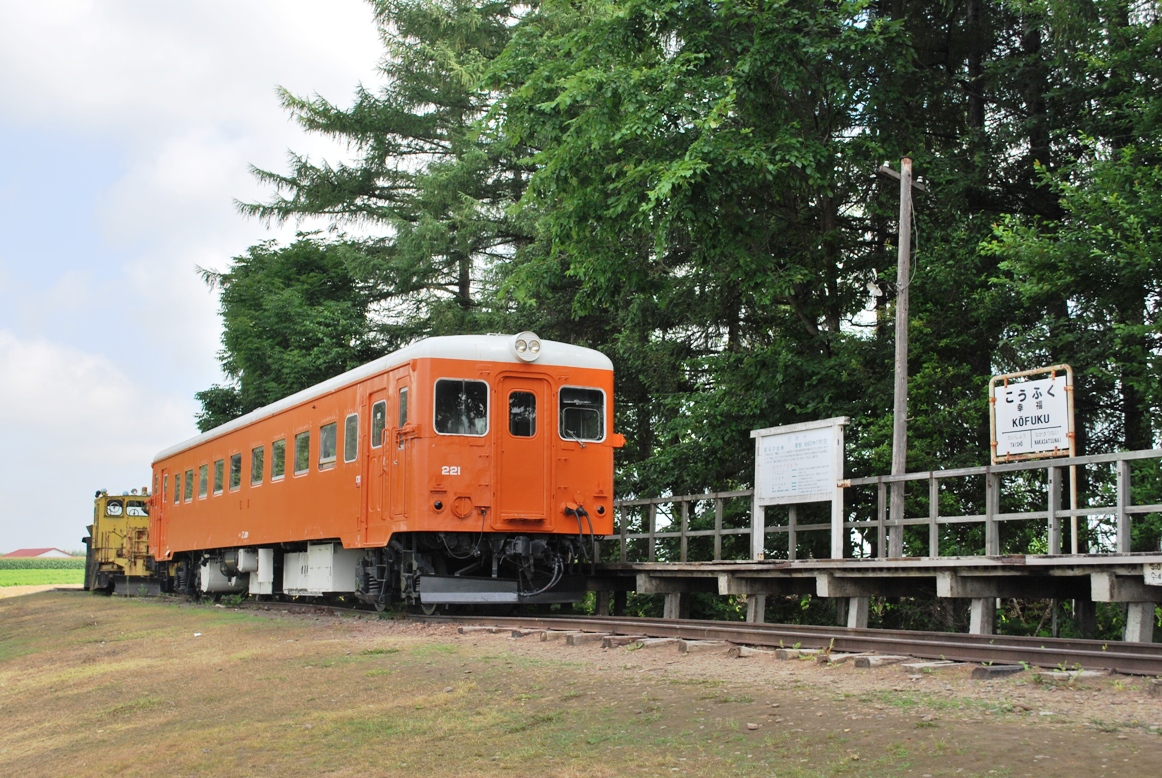
月台現況
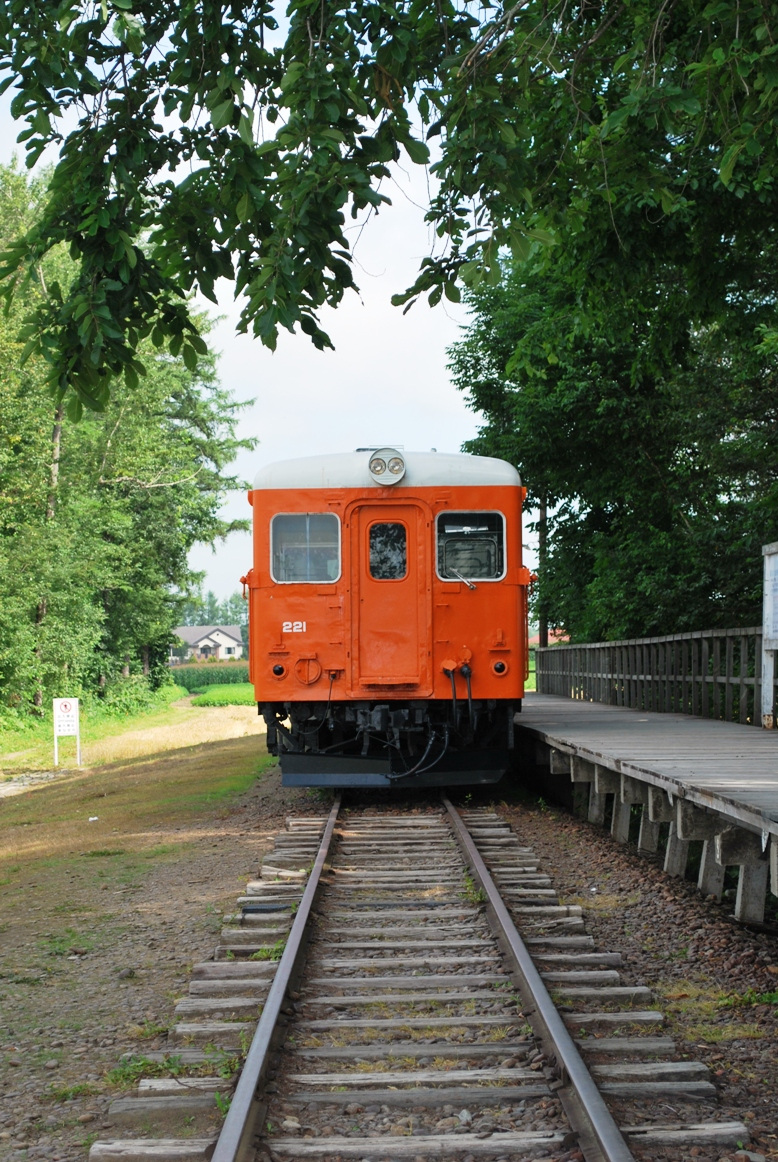
月台現況
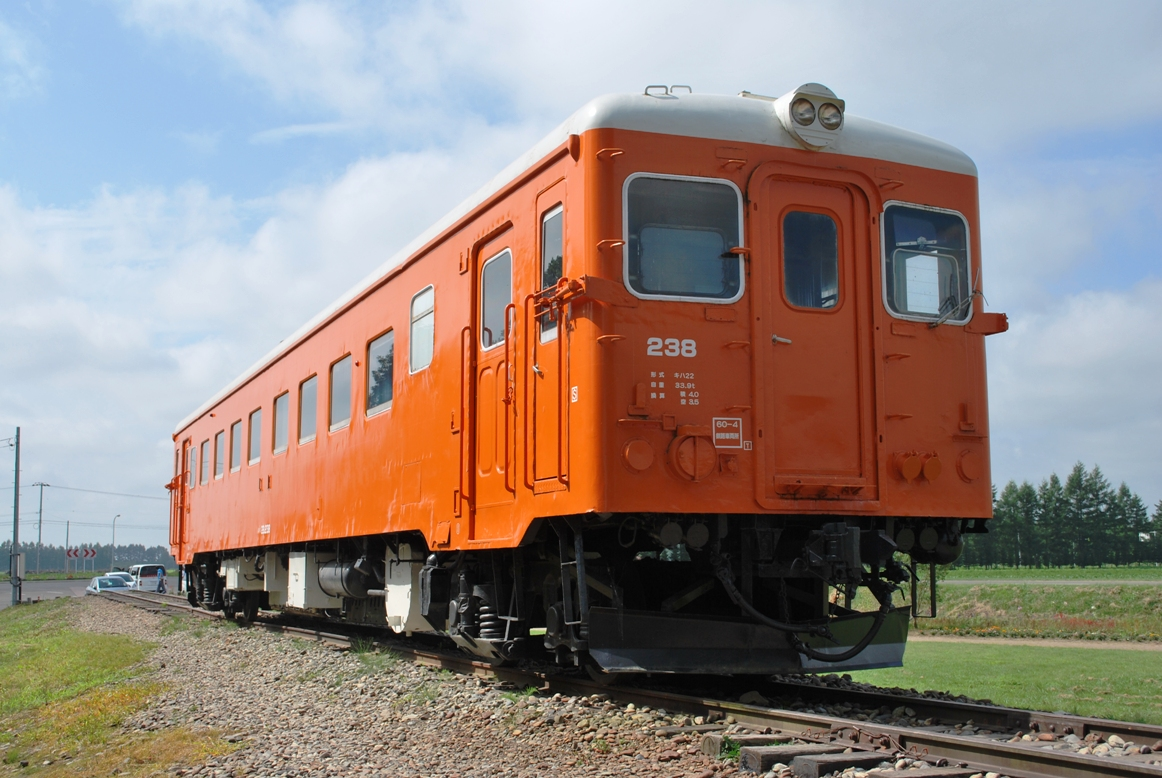
展示之車廂
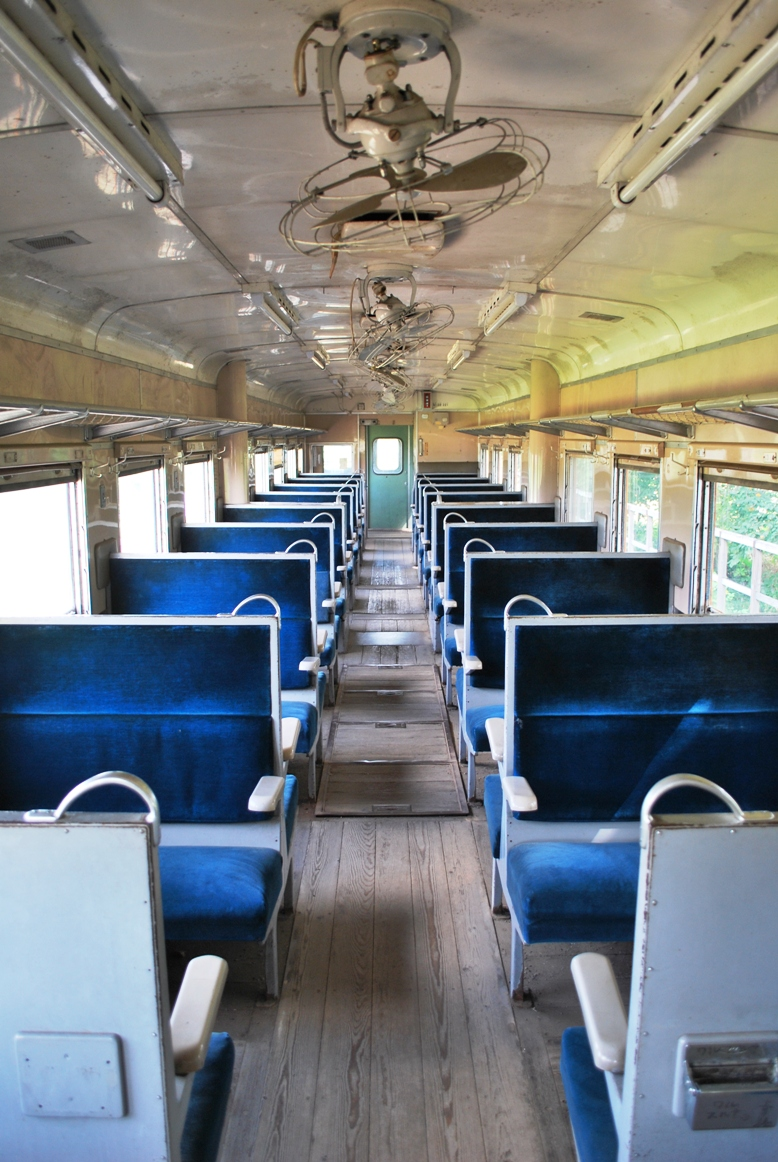
展示之車廂內
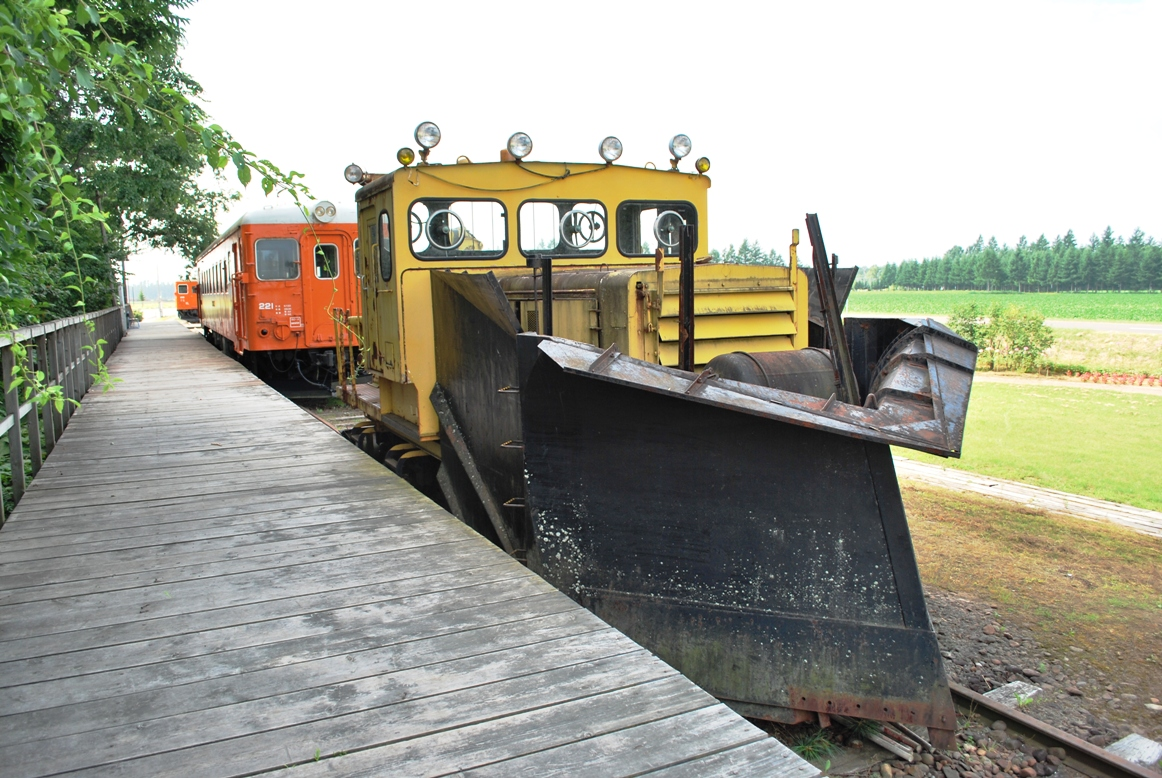
展示之铲雪車
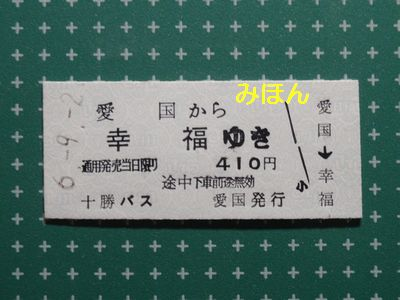
愛國車站至幸福車站之車票（十勝巴士發行）

## 外部連結
- 「愛の国から幸福へ」愛国車站・幸福車站（帶廣市） （页面存档备份，存于）
- 帶廣觀光協會 - 幸福車站的介紹